# Казанджян, Юрий Арташесович
Юрий Арташесович (Аркадьевич) Казанджян (16 марта 1926, Тифлис — 20 мая 2004, Нижний Новгород) — советский тренер по фехтованию. Мастер спорта СССР. Заслуженный тренер СССР (1961). Основоположник нижегородской школы фехтования.

## Биография
Юрий Казанджян родился 16 марта 1926 года в Тифлисе.
В 1950 году переехал в город Горький, где основал секцию фехтования, располагавшуюся в Доме офицеров. В дальнейшем занимался тренерской деятельностью в ДЮСШ спортивного общества «Спартак». Подготовил таких известных фехтовальщиков как чемпион мира Дмитрий Люлин, двукратный олимпийский чемпион Герман Свешников и олимпийская чемпионка Людмила Шишова.
Умер 20 мая 2004 года. Похоронен на Красном (Бугровском) кладбище Нижнего Новгорода.

## Семья
Наталья Владимировна Казанджян (до замужества носила фамилию Архангельская; 25 декабря 1926 — 9 августа 1996) — жена, советская конькобежка, фехтовальщица и тренер по фехтованию. Мастер спорта СССР.